# 怒りのBONGO
『怒りのBONGO』（いかりのボンゴ）は、日本のロックバンド、フラワーカンパニーズの6枚目のスタジオ・アルバム。2000年3月30日にアナログ盤が、2000年4月5日にCD盤がそれぞれアンティノスレコードよりリリース。また再発盤である「怒りのBONGO+3」(2009年)についても本項に記述する。

## 概要
- 前作より1年ぶりのアルバム。アナログ盤が先に発売され、その6日後にCD盤が発売された。なお、フラカンの作品でアナログ盤がリリースされているのはこのアルバムのみである。
- 初回のみデジパック仕様
- 本作がアンティノスからリリースした最後の作品となった。
- 「怒りのBONGO+3」の発売に伴い現在は廃盤。「怒りのBONGO+3」については後述。

## 収録曲

### CD盤
| 全作詞: 鈴木圭介、全作曲: フラワーカンパニーズ、全編曲: フラワーカンパニーズ、下山淳。 |                               |          |                      |      |
| #                                                                                      | タイトル                      | 作詞     | 作曲・編曲           | 時間 |
| 1.                                                                                     | 「NO BLOOD MAN」              | 鈴木圭介 | フラワーカンパニーズ | 3:44 |
| 2.                                                                                     | 「センチメンタルエンジン」    | 鈴木圭介 | フラワーカンパニーズ | 4:33 |
| 3.                                                                                     | 「NO WAY OUT」                | 鈴木圭介 | フラワーカンパニーズ | 2:51 |
| 4.                                                                                     | 「恍惚のブギ」                | 鈴木圭介 | フラワーカンパニーズ | 4:54 |
| 5.                                                                                     | 「東京ヌードポエム」          | 鈴木圭介 | フラワーカンパニーズ | 4:05 |
| 6.                                                                                     | 「怒りのBONGO」(instrumental) | 鈴木圭介 | フラワーカンパニーズ | 0:53 |
| 7.                                                                                     | 「たらちね」                  | 鈴木圭介 | フラワーカンパニーズ | 7:29 |
| 8.                                                                                     | 「星の旅人」                  | 鈴木圭介 | フラワーカンパニーズ | 5:20 |
| 9.                                                                                     | 「BELLBOTTOM JACK」           | 鈴木圭介 | フラワーカンパニーズ | 4:07 |
| 10.                                                                                    | 「NO MERCY」                  | 鈴木圭介 | フラワーカンパニーズ | 3:53 |
| 11.                                                                                    | 「MILK SOUL BLUES」           | 鈴木圭介 | フラワーカンパニーズ | 3:35 |
| 12.                                                                                    | 「JUMP」                      | 鈴木圭介 | フラワーカンパニーズ | 6:30 |
| 合計時間:                                                                              | 合計時間:                     | 51:54    |                      |      |

| #         | タイトル        | 作詞  | 作曲・編曲 | 時間 |
| --------- | --------------- | ----- | ---------- | ---- |
| 13.       | 「DRIVE DRIVE」 |       |            | 3:59 |
| 14.       | 「夜の海」      |       |            | 3:27 |
| 15.       | 「ざくろ」      |       |            | 3:15 |
| 合計時間: | 合計時間:       | 62:45 |            |      |

### アナログ盤
| #  | タイトル         | 作詞 | 作曲・編曲 |
| -- | ---------------- | ---- | ---------- |
| 1. | 「JUMP」         |      |            |
| 2. | 「DRIVE DRIVE」  |      |            |
| 3. | 「NO WAY OUT」   |      |            |
| 4. | 「NO BLOOD MAN」 |      |            |

| #  | タイトル                   | 作詞 | 作曲・編曲 |
| -- | -------------------------- | ---- | ---------- |
| 5. | 「センチメンタルエンジン」 |      |            |
| 6. | 「BELLBOTTOM JACK」        |      |            |
| 7. | 「たらちね」               |      |            |

## 演奏
フラワーカンパニーズ
- 鈴木圭介 - ボーカル、ハープ、ギター
- グレートマエカワ - ベース、コーラス
- 竹安堅一 - ギター、コーラス
- ミスター小西 - ドラムス、パーカッション、コーラス
- 下山淳 - キーボード、マラカス
- 伊東ミキオ - キーボード
- 藤井康一 - サックス